# Karen-Lise Mynster
Pour les articles homonymes, voir Mynster.
Karen-Lise Mynster, née le 7 mai 1952 à Aalborg (Danemark), est une actrice danoise.
Elle fait sa percée en 1978 en tant qu'Eliza dans My Fair Lady au Danske Teater (da), mais est mieux connue à l'échelle nationale pour son rôle d'Ulla Jacobsen dans la série populaire Matador de DR.

## Biographie
Karen-Lise Mynster termine sa formation à la Statens Teaterskole en 1975. Elle fait ses débuts à la télévision dans un petit rôle dans le long métrage Skytten. Elle a acquis une plus grande renommée nationale à partir de 1979 grâce à son rôle d'Ulla Jacobsen dans la série télévisée danoise Matador. Elle est apparue dans diverses productions au théâtre de Copenhague Det Kongelige Teater dans les années 1980, notamment Trafford Taxi et Mère Courage et ses enfants. Au cours de sa carrière, elle a également travaillé au Rialto Teatret de Frederiksberg, au Bådteatret et au Husets Teater de Copenhague où elle est apparue dans des pièces telles que Hedda Gabler (1994) et Marie Stuart (1998). Dans les années 1990, suivent plusieurs apparitions dans la série de films sur la famille Krumborg.
En 2015, elle reçoit le prix d'interprétation Lauritzen (en). La même année, elle reçoit pour la cinquième fois une statue au Prix du Théâtre Reumert. Cela a fait d'elle la personne la plus récompensée de l'histoire du prix.

### Vie familiale
Karen-Lise Mynster était mariée à l'acteur Søren Spanning (da), mort en février 2020. L'actrice a trois enfants. Sa fille, Rosalinde Mynster (da), est également actrice, et leur fils, Jasper Spanning (de), est caméraman. Le troisième enfant est Line Spanning.

## Filmographie

### Au cinéma
| Année | Titre                                           | Rôle                     | Notes         |
| ----- | ----------------------------------------------- | ------------------------ | ------------- |
| 1977  | Skytten                                         | Plejerske                |               |
| 1980  | Verden er fuld af børn                          | Susanne                  |               |
| 1983  | Den ubetænksomme elsker                         | Irene Holme              |               |
| 1983  | Der er et yndigt land                           | Katrine                  |               |
| 1985  | Johannes' hemmelighed                           | Pigens mor               |               |
| 1987  | Peter von Scholten                              | Anna 'Lise' von Scholten |               |
| 1987  | Hip Hip Hurra!                                  | Martha Johansen          |               |
| 1991  | Krummerne                                       | Krummes mor              |               |
| 1992  | Sofie                                           | Sofie                    |               |
| 1992  | Krummerne 2 - Stakkels Krumme                   | Krummes mor              |               |
| 1994  | To mand i en sofa                               | Dorthe                   |               |
| 1994  | Krummerne 3 - Fars gode idé                     | Krummes mor              |               |
| 1997  | Skat - det er din tur                           | Charlotte Haahr          |               |
| 1999  | Lille mænsk                                     | Karen                    |               |
| 1999  | Indien                                          | Aprils mor (stemme)      | Court métrage |
| 1999  | Kærlighed ved første hik                        | Bente, Viktors mor       |               |
| 2000  | Tegninger                                       | Mor                      |               |
| 2000  | Lumières dansantes (Blinkende lygter)           | Stefans mor              |               |
| 2000  | Italian for Beginners (Italiensk for begyndere) | Kirsten, ejendomsmægler  |               |
| 2001  | Anja & Viktor                                   | Bente, Viktors mor       |               |
| 2002  | Minor Mishaps (Små ulykker)                     | Hanne                    |               |
| 2003  | Regel nr. 1                                     | Helle Åkerwall, mor      |               |
| 2003  | Tvilling                                        | Marianne, Julies mor     |               |
| 2003  | Anja efter Viktor                               | Bente, Viktors mor       |               |
| 2004  | Le Pire des adieux (Lad de små børn)            | Anette Christoffersen    |               |
| 2005  | Flyd mine tårer                                 | Mor                      |               |
| 2006  | Korridorerne                                    | Tegnelærer               |               |
| 2006  | Supervoksen                                     | Bodil                    |               |
| 2006  | Arabesk til en LP af Gainsbourg                 | Kvinden                  |               |
| 2007  | Uden for kærligheden                            | Rachel                   |               |
| 2007  | En mand kommer hjem                             | Sebastians mor           |               |
| 2008  | Gaven                                           | Susanne                  |               |
| 2008  | One Shot                                        | Janne                    |               |
| 2009  | Vanvittig forelsket                             | Rektor                   |               |
| 2011  | Noget i luften                                  | Else                     |               |
| 2016  | De standhaftige                                 |                          |               |
| 2018  | Vildheks                                        |                          |               |
| 2018  | Battle                                          | Danselærer               | Norsk film    |
| 2018  | Christian IV - Den sidste rejse                 | Kirsten Munk (gammel)    |               |
| 2019  | Den tid på året                                 | Gunna                    |               |
| 2020  | Lille sommerfugl                                | Louise                   |               |
| 2022  | Rose                                            | Gudrun                   |               |

### Productions télévisées
| Année     | Titre                            | Rôle                                       | Remarques          |
| --------- | -------------------------------- | ------------------------------------------ | ------------------ |
| 1978-1981 | Matador                          | Ulla Jacobsen, bankassistent               | 12 épisodes        |
| 1981      | Krigsdøtre                       | Kirsten                                    |                    |
| 1988      | Falskt forår                     | Tenna                                      |                    |
| 1992      | Kald mig Liva (da)               | Ella Heiberg                               |                    |
| 1995      | Alletiders nisse (da)            | Eva                                        | Calendrier de Noël |
| 1996      | Krummernes jul (da)              | Krummes mor                                | Calendrier de Noël |
| 1996-1997 | Bryggeren (da)                   | Johanne                                    |                    |
| 1998      | Tusindfryd                       |                                            |                    |
| 1998      | Majoren                          |                                            |                    |
| 2001      | Rejseholdet (da)                 | Irene                                      | Un épisode         |
| 2002      | Hotellet (da)                    | Winnie/Aminahs mor                         | Deux sections      |
| 2003      | Nikolaj og Julie (da)            | Anne, advokat                              | Trois sections     |
| 2004-2006 | Ørnen (da)                       | Alice Villum, justitsminister              |                    |
| 2005      | Fra regnormenes liv              | Johanne Louise Heiberg                     |                    |
| 2008-2009 | 2900 Happiness (da)              | Gudrun Lemcke Schmidt                      | 25 épisodes        |
| 2014      | Les Pièges du Temps (Tidsrejsen) | Ruth                                       | Calendrier de Noël |
| 2020      | Quand revient le calme           | Elisabeth Hoffmann, Ministre de la Justice |                    |

## Voix pour les dessins animés
| Année | Titre   | Rôle | Remarques |
| ----- | ------- | ---- | --------- |
| 1998  | Mulan   |      |           |
| 2004  | Mulan 2 |      |           |

## Récompenses et distinctions

### Prix Reumert[2]
- 2000 : Meilleur Cabaret/Spectacle
- 2003 : Meilleure actrice
- 2004 : Prix d'honneur
- 2007 : Meilleure actrice
- 2015 : Meilleure actrice

### Autres
- 1984 : Prix Henkel
- 1995 : Teaterpokalen (de)
- 2015 : Prix Lauritzen (en)
- 2016 : Prix Wilhelm Hansen
- (en) Karen-Lise Mynster: Awards, sur l'Internet Movie Database